# 海野義孝
海野 義孝（うみの よしたか、1935年8月18日 - ）は、日本の政治家。公明党所属。参議院議員（1期）を歴任。

## 経歴
愛知県出身。中央大学経済学部卒業後、勧角証券に入社。株式部長を経て、勧角証券総合研究所取締役を務めた。1995年の参院選に比例区に新進党から立候補して当選。新進党解党後は公明に加わり、1998年11月に新公明党結成に参加した。2001年の参院選に出馬しないで引退した。